# Rudolf Kallus
Rudolf Kallus (23. září 1834 Frenštát pod Radhoštěm – 28. února 1899 Frenštát pod Radhoštěm) byl rakouský lékař a politik české národnosti z Moravy; poslanec Moravského zemského sněmu.

## Biografie
Pocházel z frenštátské rodiny. Studoval v Olomouci a ve Vídni. Ve věku 22 let již získal titul lékaře. Lékařství absolvoval na Josephinu ve Vídni. Od roku 1856 až do své smrti působil jako lékař ve Frenštátu pod Radhoštěm. Město bylo v době jeho příchodu ještě národnostně nevyhraněné a vnějškově německé. Kallus patřil mezi hlavní národní činovníky na Moravě. V roce 1863 pronesl v Brně na oslavách 1000 let od příchodu Cyrila a Mětoděje projev, který vyvolal značný ohlas. Společně s Valentinem Kostelníkem vítal ve Frenštátu při návštěvě Františka Palackého. Byl i starostou města. Coby starosta Frenštátu je uváděn roku 1884.
Zapojil se i do vysoké politiky. V doplňovacích zemských volbách 18. ledna 1866 se stal poslancem Moravského zemského sněmu, za kurii venkovských obcí, obvod Moravská Ostrava, Místek, Frenštát. Mandát zde obhájil v zemských volbách v lednu 1867 a zemských volbách v březnu 1867. V zemských volbách 1870 byl v tomto obvodu místo něj zvolen Raimund Křepelka, stejně tak v zemských volbách v září 1871. Na sněm se Kallus vrátil v zemských volbách v prosinci 1871. Zbaven mandátu byl roku 1872, ale znovuzvolen 22. listopadu 1873. V zemských volbách 1878 byl v tomto volebním okrsku zvolen Ignác Vondráček, později v doplňovací volbě Ludvík Kubala. Kallus se na sněm znovu vrátil v zemských volbách 1884 a mandát obhájil v zemských volbách 1890. Byl zpravodajem k návrhu vládní předlohy zákona o organizaci zdravotní služby. Navrhoval vznik zemského zvěrolékařského učiliště, podporu pěstování tabáku, regulaci řeky Ostravice nebo zřízení léčebny pro děti trpící křivicí v Luhačovicích.
Patřil k Moravské národní straně (staročeské). Poslanecký slib skládal v únoru 1867 v češtině.
Zemřel v únoru 1899 po delší nemoci. Příčinou úmrtí byl zánět srdečního svalu.